# Dario Galante
Dario Galante (Nocera Inferiore, 1956) è un pianista italiano.
Pur essendo di origini italiane, svolge la quasi totalità della sua attività in Brasile.

## Biografia
La sua attività musicale ha inizio a Firenze dove si trasferisce nei primi anni ottanta (restandovi fino al 1984). Qui si laurea in architettura.
Nel 1986 si trasferisce a Rio de Janeiro in Brasile, dove comincia la sua attività vera e propria collaborando con moltissimi artisti brasiliani e non solo (tra i quali Carlos Malta e Ray Moore). Qui pubblica il suo primo album, Harmonia, che viene considerato uno dei migliori dischi di jazz in Brasile.
Comincia, poi, la sua collaborazione col contrabbassista carioca Paulo Russo e il batterista statunitense Andrew Scott. I tre danno vita al Rio Jazz Trio (1999), arrivando a pubblicare quattro album.
Nel 2001 si esibisce al Snug Harbor Jazz Club, di New Orleans. Nello stesso anno insieme ai sassofonisti Jean Pierre Zanella e Idriss Boudrioua partecipa alla XXII edizione del Montreal International Jazz Festival.
Nel 2009 suona al festival Jazz in Parco di Nocera Inferiore, sua città di origine.

## Discografia
- Harmonia - Jungle Jazz, (1996)
- Brasileiro (2000)
- Awè (2005)
- Standards live in Paraty - Barata Music, (2007)
- Piano Solo (2007)
- SambaMonk (2012)

### Rio Jazz Trio
- Marakablù (2000)
- Pulso Forte - Ouver Records, (2001)
- Bop till you drop - Tratore, (2003)
- Life is a Rhythm - Jazz Lines,  (2005)

### Collaborazioni
- Shot on goal, di Robertinho Silva - Milestone (1995)
- Buzios Live, di Bruce Henry - Jungle Jazz, (1995)
- Pulsar, di Ivan Conti, (1996)
- Forrò brabo, di Pascoal Meirelles - Rob Digital, (1998)
- Joy spring, di Idriss Boudrioua, (1998)
- Um amor eterno, di Ion Muniz, (2003)
- RiOrleans Parallelepipedo, di Ray Moore - Cobblestone, (2003)
- Caminho, di Daniel Garcia - Msi Music, (2003)
- Boas novas, di Alex Rocha, (2003)
- Preciosa, di Andrew Scott Potter - Bons Ritmos, (2004)
- Paris-Rio, Idriss Boudrioua, (2005)
- Impressions, Cláudio Roditi, Rio Quintet - Sunnyside Records, (2007)
- Base & Brass, Idriss Boudrioua, (2007)
- Um Amor Eterno, Ion Muniz, (2007)
- Tributo a Art Blakey, Pascoal Meirelles, Sextet, (2008)